# Le Mans 24-timmars 2019
Le Mans 24-timmars 2019 (franska: 87e 24 Heures du Mans) var den 87:e upplagan av sportvagnstävlingen Le Mans 24-timmars. Tävlingen ägde rum under perioden 15-16 juni 2019 på racerbanan Circuit de la Sarthe.
Tävlingen var den åttonde och sista delen av Sportvagns-VM 2018-19.

## Deltagare
| Ikon | Serie                              |
| ---- | ---------------------------------- |
| WEC  | FIA World Endurance Championship   |
| ELMS | European Le Mans Series            |
| ALMS | Asian Le Mans Series               |
| WTSC | Weathertech Sportscar Championship |
| 24LM | Le Mans 24-timmars                 |

| Klass     | №  |                | Team                          | Bil                       | Däck     | Serie |                | Förare 1                 |                | Förare 2              |                | Förare 3                |
| --------- | -- | -------------- | ----------------------------- | ------------------------- | -------- | ----- | -------------- | ------------------------ | -------------- | --------------------- | -------------- | ----------------------- |
| LMP1      | 1  | Schweiz        | Rebellion Racing              | Rebellion R13-Gibson      | Michelin | WEC   | Schweiz        | Neel Jani                | Tyskland       | André Lotterer        | Brasilien      | Bruno Senna             |
| LMP1      | 3  | Schweiz        | Rebellion Racing              | Rebellion R13-Gibson      | Michelin | WEC   | Frankrike      | Nathanaël Berthon        | Frankrike      | Thomas Laurent        | USA            | Gustavo Menezes         |
| LMP1      | 4  | Österrike      | ByKolles Racing Team          | ENSO CLM P1/01-Gibson     | Michelin | WEC   | Frankrike      | Tom Dillmann             | Italien        | Paolo Ruberti         | Storbritannien | Oliver Webb             |
| LMP1      | 7  | Japan          | Toyota Gazoo Racing           | Toyota TS050 Hybrid       | Michelin | WEC   | Storbritannien | Mike Conway              | Japan          | Kamui Kobayashi       | Argentina      | José María López        |
| LMP1      | 8  | Japan          | Toyota Gazoo Racing           | Toyota TS050 Hybrid       | Michelin | WEC   | Spanien        | Fernando Alonso          | Schweiz        | Sébastien Buemi       | Japan          | Kazuki Nakajima         |
| LMP1      | 10 | USA            | DragonSpeed                   | BR Engineering BR1-Gibson | Michelin | WEC   | Storbritannien | Ben Hanley               | Sverige        | Henrik Hedman         | Nederländerna  | Renger van der Zande    |
| LMP1      | 11 | Ryssland       | SMP Racing                    | BR Engineering BR1-AER    | Michelin | WEC   | Ryssland       | Michail Aljosjin         | Ryssland       | Vitalij Petrov        | Belgien        | Stoffel Vandoorne       |
| LMP1      | 17 | Ryssland       | SMP Racing                    | BR Engineering BR1-AER    | Michelin | WEC   | Ryssland       | Jegor Orudzjev           | Frankrike      | Stéphane Sarrazin     | Ryssland       | Sergej Sirotkin         |
| LMP2      | 20 | Danmark        | High Class Racing             | Oreca 07-Gibson           | Dunlop   | ELMS  | Danmark        | Dennis Andersen          | Schweiz        | Mathias Beche         | Danmark        | Anders Fjordbach        |
| LMP2      | 22 | USA            | United Autosports             | Ligier JS P217-Gibson     | Michelin | ALMS  | Portugal       | Filipe Albuquerque       | Storbritannien | Philip Hanson         | Storbritannien | Paul di Resta           |
| LMP2      | 23 | Frankrike      | Panis Barthez Competition     | Ligier JS P217-Gibson     | Dunlop   | ELMS  | Österrike      | René Binder              | Frankrike      | Julien Canal          | Storbritannien | Will Stevens            |
| LMP2      | 25 | Portugal       | Algarve Pro Racing            | Oreca 07-Gibson           | Dunlop   | ELMS  | USA            | John Falb                | Frankrike      | Andrea Pizzitola      | Frankrike      | David Zollinger         |
| LMP2      | 26 | Ryssland       | G-Drive Racing                | Aurus 01-Gibson           | Dunlop   | ELMS  | Ryssland       | Roman Rusinov            | Nederländerna  | Job van Uitert        | Frankrike      | Jean-Éric Vergne        |
| LMP2      | 28 | Frankrike      | TDS Racing                    | Oreca 07-Gibson           | Dunlop   | WEC   | Frankrike      | Loïc Duval               | Frankrike      | François Perrodo      | Frankrike      | Matthieu Vaxiviere      |
| LMP2      | 29 | Nederländerna  | Racing Team Nederland         | Dallara P217-Gibson       | Michelin | WEC   | Nederländerna  | Frits van Eerd           | Nederländerna  | Giedo van der Garde   | Nederländerna  | Nyck de Vries           |
| LMP2      | 30 | Frankrike      | Duqueine Engineering          | Oreca 07-Gibson           | Michelin | ELMS  | Frankrike      | Romain Dumas             | Frankrike      | Nico Jamin            | Frankrike      | Pierre Ragues           |
| LMP2      | 31 | USA            | DragonSpeed                   | Oreca 07-Gibson           | Michelin | WEC   | Storbritannien | Anthony Davidson         | Mexiko         | Roberto González      | Venezuela      | Pastor Maldonado        |
| LMP2      | 32 | USA            | United Autosports             | Ligier JS P217-Gibson     | Michelin | ELMS  | Storbritannien | Alex Brundle             | Irland         | Ryan Cullen           | USA            | Will Owen               |
| LMP2      | 34 | Polen          | Inter Europol Competition     | Ligier JS P217-Gibson     | Michelin | ALMS  | Storbritannien | Nigel Moore              | Polen          | Jakub Śmiechowski     | Storbritannien | James Winslow           |
| LMP2      | 36 | Frankrike      | Signatech Alpine Matmut       | Alpine A470-Gibson        | Michelin | WEC   | Frankrike      | Nicolas Lapierre         | Brasilien      | André Negrão          | Frankrike      | Pierre Thiriet          |
| LMP2      | 37 | Kina           | Jackie Chan DC Racing         | Oreca 07-Gibson           | Dunlop   | WEC   | Danmark        | David Heinemeier Hansson | Storbritannien | Jordan King           | USA            | Ricky Taylor            |
| LMP2      | 38 | Kina           | Jackie Chan DC Racing         | Oreca 07-Gibson           | Dunlop   | WEC   | Frankrike      | Gabriel Aubry            | Monaco         | Stéphane Richelmi     | Nederländerna  | Ho-Pin Tung             |
| LMP2      | 39 | Frankrike      | Graff                         | Oreca 07-Gibson           | Michelin | ELMS  | Frankrike      | Vincent Capillaire       | Schweiz        | Jonathan Hirschi      | Frankrike      | Tristan Gommendy        |
| LMP2      | 43 | Storbritannien | RLR M Sport/Tower Events      | Oreca 07-Gibson           | Dunlop   | ELMS  | Kanada         | John Farano              | Indien         | Arjun Maini           | Frankrike      | Norman Nato             |
| LMP2      | 47 | Italien        | Cetilar Racing Villorba Corse | Dallara P217-Gibson       | Dunlop   | ELMS  | Italien        | Andrea Belicchi          | Italien        | Roberto Lacorte       | Italien        | Giorgio Sernagiotto     |
| LMP2      | 48 | Frankrike      | IDEC Sport                    | Oreca 07-Gibson           | Michelin | ELMS  | Frankrike      | Paul-Loup Chatin         | Frankrike      | Paul Lafargue         | Mexiko         | Memo Rojas              |
| LMP2      | 49 | Slovakien      | ARC Bratislava                | Ligier JS P217-Gibson     | Dunlop   | ALMS  | Sverige        | Henning Enqvist          | Slovakien      | Miro Konôpka          | Ryssland       | Konstantin Tereshchenko |
| LMP2      | 50 | Frankrike      | Larbre Compétition            | Ligier JS P217-Gibson     | Michelin | WEC   | USA            | Nicholas Boulle          | Frankrike      | Erwin Creed           | Frankrike      | Romano Ricci            |
| LMGTE-Pro | 51 | Italien        | AF Corse                      | Ferrari 488 GTE Evo       | Michelin | WEC   | Storbritannien | James Calado             | Italien        | Alessandro Pier Guidi | Brasilien      | Daniel Serra            |
| LMGTE-Pro | 63 | USA            | Corvette Racing               | Chevrolet Corvette C7.R   | Michelin | WTSC  | Spanien        | Antonio García           | Danmark        | Jan Magnussen         | Tyskland       | Mike Rockenfeller       |
| LMGTE-Pro | 64 | USA            | Corvette Racing               | Chevrolet Corvette C7.R   | Michelin | WTSC  | Schweiz        | Marcel Fässler           | Storbritannien | Oliver Gavin          | USA            | Tommy Milner            |
| LMGTE-Pro | 66 | USA            | Ford Chip Ganassi Team UK     | Ford GT                   | Michelin | WEC   | USA            | Billy Johnson            | Tyskland       | Stefan Mücke          | Frankrike      | Olivier Pla             |
| LMGTE-Pro | 67 | USA            | Ford Chip Ganassi Team UK     | Ford GT                   | Michelin | WEC   | USA            | Jonathan Bomarito        | Storbritannien | Andy Priaulx          | Storbritannien | Harry Tincknell         |
| LMGTE-Pro | 68 | USA            | Ford Chip Ganassi Team USA    | Ford GT                   | Michelin | WTSC  | Frankrike      | Sébastien Bourdais       | USA            | Joey Hand             | Tyskland       | Dirk Müller             |
| LMGTE-Pro | 69 | USA            | Ford Chip Ganassi Team USA    | Ford GT                   | Michelin | WTSC  | Australien     | Ryan Briscoe             | Nya Zeeland    | Scott Dixon           | Storbritannien | Richard Westbrook       |
| LMGTE-Pro | 71 | Italien        | AF Corse                      | Ferrari 488 GTE Evo       | Michelin | WEC   | Storbritannien | Sam Bird                 | Spanien        | Miguel Molina         | Italien        | Davide Rigon            |
| LMGTE-Pro | 81 | Tyskland       | BMW Team MTEK                 | BMW M8 GTE                | Michelin | WEC   | Nederländerna  | Nick Catsburg            | Österrike      | Philipp Eng           | Tyskland       | Martin Tomczyk          |
| LMGTE-Pro | 82 | Tyskland       | BMW Team MTEK                 | BMW M8 GTE                | Michelin | WEC   | Portugal       | Antonio Felix da Costa   | Brasilien      | Augusto Farfus        | Finland        | Jesse Krohn             |
| LMGTE-Pro | 89 | USA            | Risi Competizione             | Ferrari 488 GTE Evo       | Michelin | WTSC  | Brasilien      | Pipo Derani              | Frankrike      | Jules Gounon          | Storbritannien | Oliver Jarvis           |
| LMGTE-Pro | 91 | Tyskland       | Porsche GT Team               | Porsche 911 RSR           | Michelin | WEC   | Italien        | Gianmaria Bruni          | Österrike      | Richard Lietz         | Frankrike      | Frédéric Makowiecki     |
| LMGTE-Pro | 92 | Tyskland       | Porsche GT Team               | Porsche 911 RSR           | Michelin | WEC   | Danmark        | Michael Christensen      | Frankrike      | Kevin Estre           | Belgien        | Laurens Vanthoor        |
| LMGTE-Pro | 93 | USA            | Porsche GT Team               | Porsche 911 RSR           | Michelin | WTSC  | Nya Zeeland    | Earl Bamber              | Frankrike      | Patrick Pilet         | Storbritannien | Nick Tandy              |
| LMGTE-Pro | 94 | USA            | Porsche GT Team               | Porsche 911 RSR           | Michelin | WTSC  | Frankrike      | Mathieu Jaminet          | Tyskland       | Sven Müller           | Norge          | Dennis Olsen            |
| LMGTE-Pro | 95 | Storbritannien | Aston Martin Racing           | Aston Martin Vantage AMR  | Michelin | WEC   | Danmark        | Marco Sørensen           | Danmark        | Nicki Thiim           | Storbritannien | Darren Turner           |
| LMGTE-Pro | 97 | Storbritannien | Aston Martin Racing           | Aston Martin Vantage AMR  | Michelin | WEC   | Storbritannien | Jonathan Adam            | Storbritannien | Alex Lynn             | Belgien        | Maxime Martin           |
| LMGTE-Am  | 54 | Schweiz        | Spirit of Race                | Ferrari 488 GTE           | Michelin | WEC   | Italien        | Francesco Castellacci    | Italien        | Giancarlo Fisichella  | Schweiz        | Thomas Flohr            |
| LMGTE-Am  | 56 | Tyskland       | Team Project 1                | Porsche 911 RSR           | Michelin | WEC   | Tyskland       | Jörg Bergmeister         | USA            | Patrick Lindsey       | Norge          | Egidio Perfetti         |
| LMGTE-Am  | 57 | Japan          | Car Guy Racing                | Ferrari 488 GTE           | Michelin | ALMS  | Japan          | Kei Cozzolino            | Japan          | Takeshi Kimura        | Frankrike      | Côme Ledogar            |
| LMGTE-Am  | 60 | Schweiz        | Kessel Racing                 | Ferrari 488 GTE           | Michelin | ELMS  | Italien        | Claudio Schiavoni        | Italien        | Sergio Pianezzola     | Italien        | Andrea Piccini          |
| LMGTE-Am  | 61 | Singapore      | Clearwater Racing             | Ferrari 488 GTE           | Michelin | WEC   | Argentina      | Luís Pérez Companc       | Italien        | Matteo Cressoni       | Irland         | Matt Griffin            |
| LMGTE-Am  | 62 | USA            | WeatherTech Racing            | Ferrari 488 GTE           | Michelin | WTSC  | USA            | Cooper MacNeil           | Storbritannien | Robert Smith          | Finland        | Toni Vilander           |
| LMGTE-Am  | 70 | Japan          | MR Racing                     | Ferrari 488 GTE           | Michelin | WEC   | Monaco         | Olivier Beretta          | Italien        | Eddie Cheever III     | Japan          | Motoaki Ishikawa        |
| LMGTE-Am  | 77 | Tyskland       | Dempsey-Proton Racing         | Porsche 911 RSR           | Michelin | WEC   | Frankrike      | Julien Andlauer          | Australien     | Matt Campbell         | Tyskland       | Christian Ried          |
| LMGTE-Am  | 78 | Tyskland       | Proton Competition            | Porsche 911 RSR           | Michelin | ELMS  | Monaco         | Vincent Abril            | Monaco         | Louis Prette          | Monaco         | Philippe Prette         |
| LMGTE-Am  | 83 | Schweiz        | Kessel Racing                 | Ferrari 488 GTE           | Michelin | ELMS  | Schweiz        | Rahel Frey               | Danmark        | Michelle Gatting      | Italien        | Manuela Gostner         |
| LMGTE-Am  | 84 | Storbritannien | JMW Motorsport                | Ferrari 488 GTE           | Michelin | ELMS  | Brasilien      | Rodrigo Baptista         | Kanada         | Wei Lu                | USA            | Jeff Segal              |
| LMGTE-Am  | 85 | USA            | Keating Motorsports           | Ford GT                   | Michelin | 24LM  | Nederländerna  | Jeroen Bleekemolen       | Brasilien      | Felipe Fraga          | USA            | Ben Keating             |
| LMGTE-Am  | 86 | Storbritannien | Gulf Racing                   | Porsche 911 RSR           | Michelin | WEC   | Storbritannien | Ben Barker               | Österrike      | Thomas Preining       | Storbritannien | Michael Wainwright      |
| LMGTE-Am  | 88 | Tyskland       | Dempsey-Proton Racing         | Porsche 911 RSR           | Michelin | WEC   | Italien        | Matteo Cairoli           | Japan          | Satoshi Hoshino       | Italien        | Giorgio Roda            |
| LMGTE-Am  | 90 | Storbritannien | TF Sport                      | Aston Martin Vantage GTE  | Michelin | WEC   | Irland         | Charlie Eastwood         | Storbritannien | Euan Hankey           | Turkiet        | Salih Yoluç             |
| LMGTE-Am  | 98 | Storbritannien | Aston Martin Racing           | Aston Martin Vantage GTE  | Michelin | WEC   | Kanada         | Paul Dalla Lana          | Portugal       | Pedro Lamy            | Österrike      | Mathias Lauda           |
| LMGTE-Am  | 99 | Tyskland       | Dempsey-Proton Racing         | Porsche 911 RSR           | Michelin | ELMS  | Sverige        | Niclas Jönsson           | USA            | Tracy Krohn           | USA            | Patrick Long            |